# グレイオオトカゲ
グレイオオトカゲ（学名：Varanus olivaceus）は、オオトカゲ科オオトカゲ属に分類されるトカゲ。

## 分布
フィリピン（カタンドゥアネス島、ルソン島南部）固有種

## 形態
全長150-165cm。胴体中央部の斜めに列になった背面の鱗の数（体列鱗数）は約190。体色は暗緑色で、胴体には黒い横縞が7本入る。種小名olivaceusは「オリーブ色の」の意。
鼻孔は細長く、吻端と眼の中間よりもやや吻端寄りの側面に開口する。後方の歯は丸みを帯び、側偏しない。これにより果実を潰して食べることができる。
幼体は胴体の黒い横縞が明瞭だが、成長に伴い体色が暗くなるため不明瞭になる。

## 生態
熱帯雨林に生息する。危険を感じると岩の隙間などへ逃げ込む。
食性は植物食傾向の強い雑食で、果実、昆虫、節足動物、甲殻類、陸棲の貝類などを食べる。成長に伴い植物食傾向が強くなる。本種が植物質を摂取するようになった理由としては同所的に分布するミズオオトカゲに対する競合や、獲物の少ない環境に対する適応と考えられている。
繁殖形態は卵生。7-9月に交尾し、7-11月に1回に5-8個の卵を産む。

## 人間との関係
1970年代までは標本が2体しかなく、極めて生息数の少ない種とされていた。開発による生息地の破壊などにより、生息数は激減している。
ペットとして飼育されることもあり、日本にも輸入されている。流通量は極めて少ない。大型かつ神経質で大型のケージが用意できない限り一般家庭での飼育には薦められない。